# Santos Futebol Clube (Rio Grande do Sul)
O Santos Futebol Clube é um clube brasileiro de futebol amador sediado na cidade de Gravataí, no estado do Estado do Rio Grande do Sul.

## História
O Clube, fundado em 8 Fevereiro de 1958, está filiado a Liga Gravataiense de Futebol, tendo disputado vários campeonatos realizados pela entidade, inclusive tendo sido campeão municipal no ano de 1984.
Em 2007 foram mais de 150 atletas regularmente cadastrados no Projeto “A base é tudo”, participando de treinos três vezes por semana, em horários distintos ao da escola, já que é pressuposto básico para estar inserido no Projeto o atleta estudar; disputando regularmente o calendário do campeonato da Liga Gravataiense de Futebol nas categorias de base, inclusive tendo conquistado o campeonato da categoria Sub-15, e se destacado como vice-campeão das categorias Sub-12 e Sub-17.
O Clube sempre esteve situado na rua Santo Antônio, nº 118, Bairro Santa Cruz, a 2 km do Centro de Gravataí/RS, ocupando área (privada) de mais ou menos 10.000,00 m².
As cores do clube são: vermelho, amarelo e branco, devendo os uniformes esportivos, insígnias e pavilhão obedecer estas cores, bem como ser gravada a data de fundação do Clube em distintivos.
No ano de 2017, o projeto "A base é tudo" completou 10 anos de história.
No mesmo ano, a base obteve excelentes resultados, sendo Vice-Campeão nas categorias: Sub-9, Sub-11 e Sub-15.
Em 2018, o clube completou 60 anos de história.
Atualmente, o clube encontra-se em disputa do Campeonato Municipal de Base. 

## Principais Títulos

### Citadino
- Campeonato Citadino de Gravataí: 1 vez — 1984
- Campeão Municipal de Gravataí Sub-15: 1 vez - 2007